# Guillaume d'Alaman
Guillaume d'Alaman (Guilhem d'Alaman en langue d'Oc) est un chevalier du XIVe siècle, seigneur de Villeneuve-sur-Vère en Albigeois. Homme de guerre dans sa jeunesse, il devient troubadour quand le métier des armes ne convient plus à son âge.

## Biographie
Il appartient à la maison Alaman, propriétaire des seigneuries des environs de Villeneuve-sur-Vère depuis plus d'un siècle. Il est né à la fin du XIIIe siècle. Il sert le roi de France, Philippe IV le Bel, en participant aux guerres d'Aquitaine et de Gascogne contre Édouard II d'Angleterre. En 1297, il est au service de Guichard de Marziac, sénéchal de Toulouse, capitaine et gouverneur de la Gascogne et du duché d'Aquitaine. À la fin de 1303, il a le titre de damoiseau et fait partie de l'armée de Blaise Lupi, sénéchal de Toulouse. Il était seigneur de Villeneuve-sur-Vère. Les consuls de Cordes élevèrent des plaintes contre lui, en 1325 pour un abus de pouvoir commis dans la juridiction de cette ville.

## Œuvre
Touchant à la vieillesse, devenu chevalier, Guillaume d'Alaman abandonne l'agitation des camps pour vivre retiré dans sa seigneurie de Villeneuve. C'est à cette époque que le moine troubadour Raimon de Cornet le provoque dans une tenson où il lui rappelle son passé et le raille sur sa vie sédentaire et indolente. Guillaume d'Alaman lui répond et l'attaque sans pitié, reprochant au moine poète son goût pour les noces et les tavernes. Camille Chabaneau et Jean-Baptiste Noulet datent cette tenson de 1327.
Voici une transcription du début de cette tenson de 56 vers répartis sur 8 couplets, Raimon de Cornet a écrit la première strophe, Raimon d'Alaman la seconde :
Aram digatz, en Guilhem Alaman,

Sius te velhenx dins vostra mayzo près,

O la molhers, aytals vielha cum es,

O paubretatz, o sius pueg ges onors,

Que vos soletz cavalgar per amors

E mantener pretz valor e paratge ;

Mas auraus vey mudat tot de coratge,

Si que tot jorn vos anatz capuzan

Un bastonet, a costuma d'enfan.

Ramon Cornet, car etz messacantan,

Vos diray tost de mon afar cum es.

La molhers m'a e velhenx si sosmes

Quel cor nil cors no puesc virar alhors.

E digatz me cum los frayres menors

Avetz layshatz, ni fag tan gran otratge,

Qu'auzit ay dir que, per lo beginatge

Que faziatz ab fray Peire Joan,

Fos pres d'usclar az Avinho antan.